# Tweede Weteringplantsoen

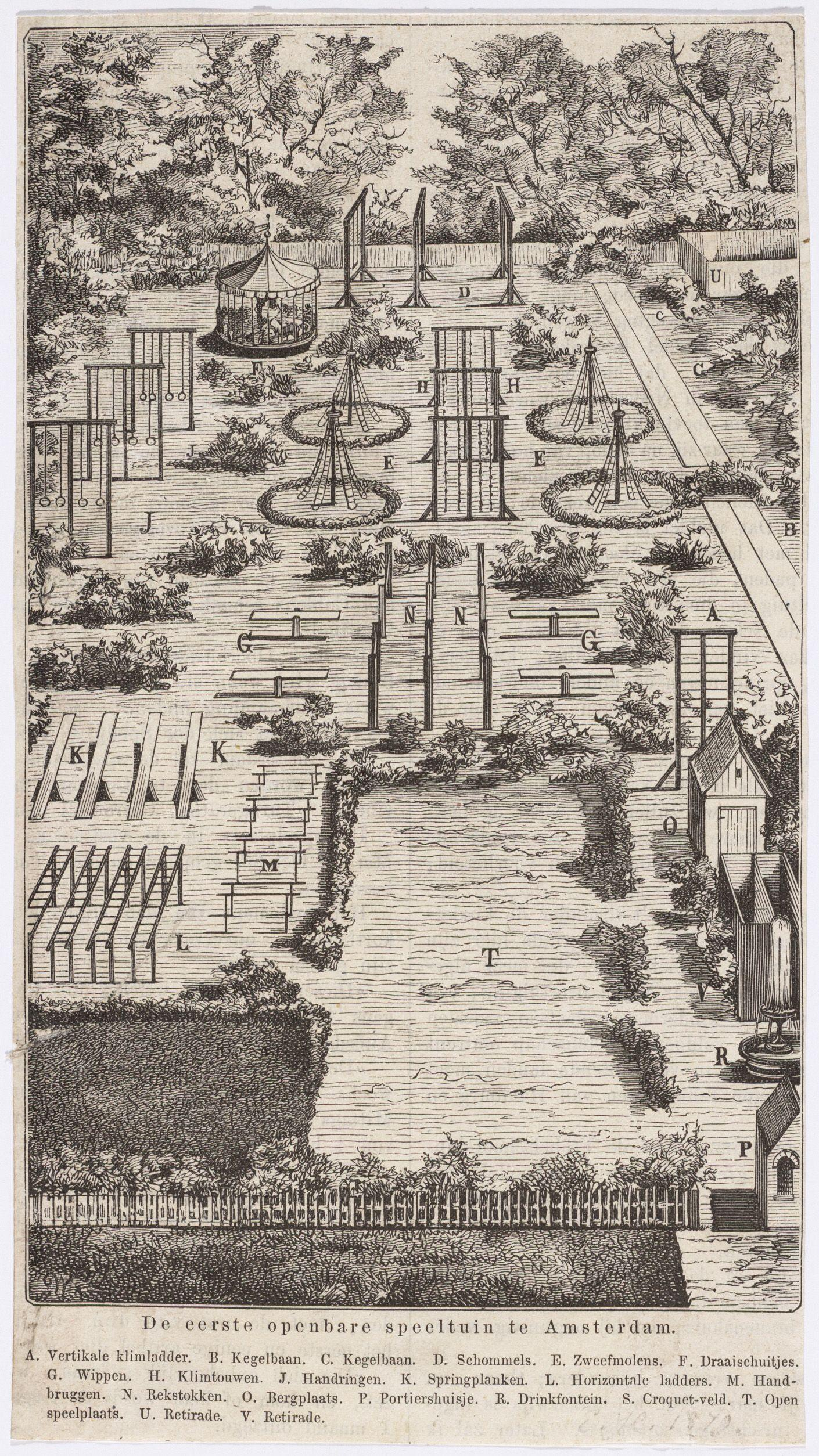
Plattegrond van de speeltuin 1879; objecten ontworpen door Jacob Olie en gemaakt door de Eerste Ambachtsschool aan de Weteringschans

Het Tweede Weteringplantsoen is een parkje en straat in Amsterdam-Centrum.

## Geschiedenis en ligging
Het Weteringplantsoen ontstond rond 1845 als groenvoorziening op het voormalige bolwerk De Wetering; de bijbehorende molen zou tot 1873 blijven staan. In verband met de bebouwing van de nabijgelegen wijk De Pijp werd de groenvoorziening rond 1875 doorsneden door wat sinds 1950 de Weteringlaan heet; de verbinding tussen Nieuwe Vijzelstraat en Ferdinand Bolstraat. Er kwam een Eerste Weteringplantsoen (noordwest) en Tweede (zuidoost).
Het Tweede Weteringplantsoen als park ligt tussen de Singelgracht, Weteringschans en het Weteringcircuit. Bij de uitgifte van de naam werd nog verwezen naar de westgrens, het verlengde van de Nieuwe Vijzelstraat. In later tijd kwam het westeind te liggen bij het wat officieus het Weteringcircuit heet; maar in de 21e eeuw wordt aangehouden de Weteringlaan. De naamgever is een wetering die vanuit het Spui de stad uitliep en waarvan de watergang Boerenwetering nog een overblijfsel is. Het plantsoen kreeg per raadsbesluit van 25 februari 1891 haar naam.
Het plantsoen werd steeds verder ingeperkt. Origineel werd een groot deel in beslag genomen door de eerste openbare speeltuin van Amsterdam. Initiatief kwam van de Vereeniging tot Veredeling van het Volksvermaak; geldschieter was industrieel Nicolaas Tetterode. Onder het plantsoen lag enige tijd een door koningin Wilhelmina der Nederlanden in 1939 bezichtigde schuilkelder. Een hoek aan de westkant werd in 1953 opgeofferd voor de aanleg van de rotonde Weteringcircuit, dat in de plaats kwam van een rechte laan. Bij een herinrichting van het plantsoen in 1962 kwamen driehoekige bloembakken; een van de bakken kreeg toen direct een fontein in zich in plaats van bloemen. De vorm wekte destijds opzien. Sinds 1970 heet de zuidwestelijke hoek het H.M. van Randwijkplantsoen. Een muur, gesierd met de laatste regels van een van zijn gedichten, herinnert aan de journalist, dichter en verzetsman Henk van Randwijk en aan de gevallenen. Verder maakte een deel van de begroeiing plaats voor een poffertjeskraam.
Het Tweede Weteringplantsoen als straat vormt de oostgrens van het parkje en begint bij de Weteringschans en loopt tot aan de Singelgracht. Op 9 november 1983 werden Freddy Heineken en zijn chauffeur Ab Doderer voor de deur van de Villa Heineken op huisnummer 21 ontvoerd.

## Gebouwen
De huisnummers lopen op van 1 tot en met 21 (oneven) waarbij nummer 19 ontbreekt. De straat kent slechts een even huisnummer, dat is nummer 10 het verenigingsgebouw behorende bij de speeltuin. Bijna de gehele gevelwand aan de oneven zijde is beschermd als zijnde monument. De nummers 1 tot en met 17 is als bouwblok beschermd als gemeentelijk monument doorlopend in de Den Textraat 1 en Weteringschans 66. Het bouwblok werd in 1892 neergezet naar een ontwerp van Willem Langhout in een neoclassicistische bouwstijl van de tweede helft van de 19e eeuw. De klassieke gevelwand wordt vervolgens onderbroken door bouw uit rond 1986 voor een kantoor van Heineken, waarvoor een aantal woningen en ruimten van Norit afgebroken (ook in de Den Texstraat) moesten worden, maar minder dan in eerste instantie door de bewoners werd gevreesd.
Op de hoek met de Nicolaas Witsenkade staat het rijksmonument Villa Heineken, een creatie van Dolf van Gendt.

## Kunst
In het plantsoen staan twee kunstwerken; deze stonden niet altijd op die plaatsen, ze werden steeds verplaatst bij herinrichtingen van het plantsoen. Er is de replica van Moeder Aarde van Hildo Krop, het origineel wordt elders bewaard. Toegepaste kunst is er in de vorm van de Zeelandbank (Schouwse Bank) van Nico Onkenhout, een zitbak met houtsnijwerk (zitting en leuning) en beeldhouwwerk (dragers). 
Twee muren, dienende als terreinafscheidingen van de speelplaats, zijn aan de speeltuinkant voorzien van muurschilderingen, die langzaam door weersinvloeden aangetast worden. In een van de muurschilderingen zit een gedenkteken aan de heer U.J. Klaren, oprichter van de speelplaats; de gedenksteen werd in 1956 geplaatst toen de speelplaats "Speeltuin Weteringkwartier" omgedoopt werd tot speeltuin U.J. Klaren. Voor liefhebbers van de Amsterdamse Schoolstijl staat voor de huizenrij 1-17 een schakelkast ontworpen door Pieter Lucas Marnette.

## Afbeeldingen

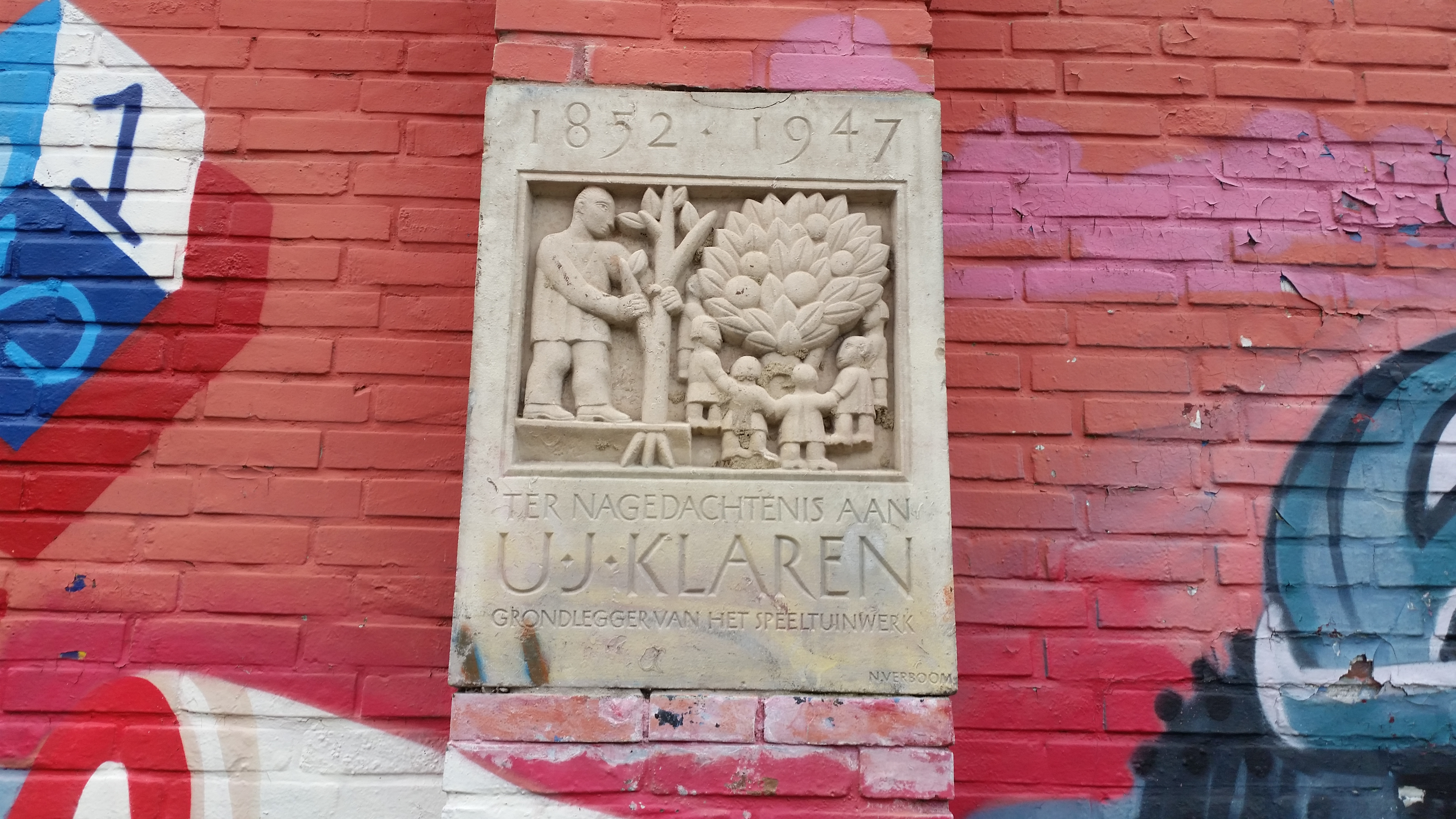
Gedenkteken U.J. Klaren (november 2019)
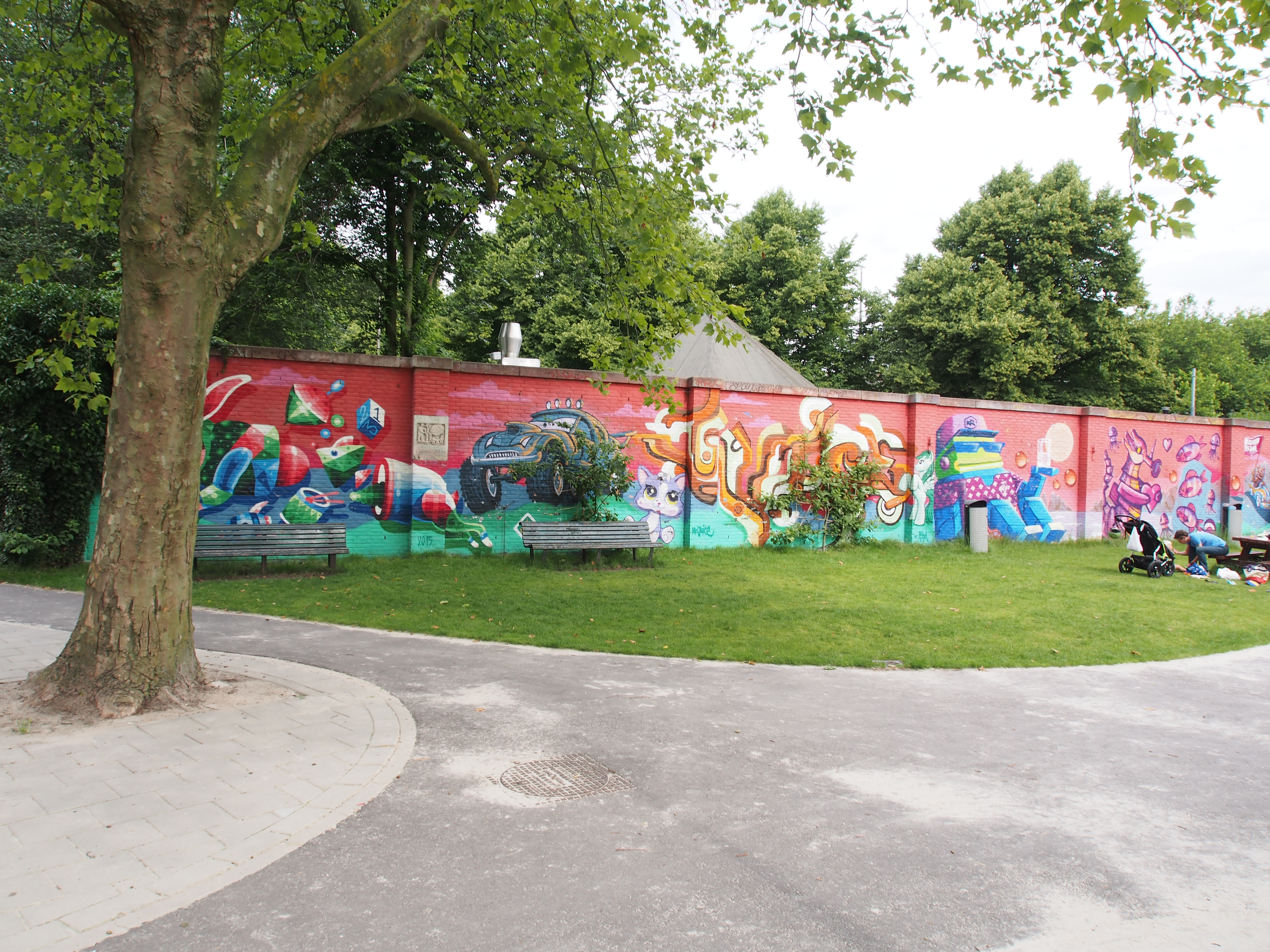
Een van de muurschilderingen (juni 2016)
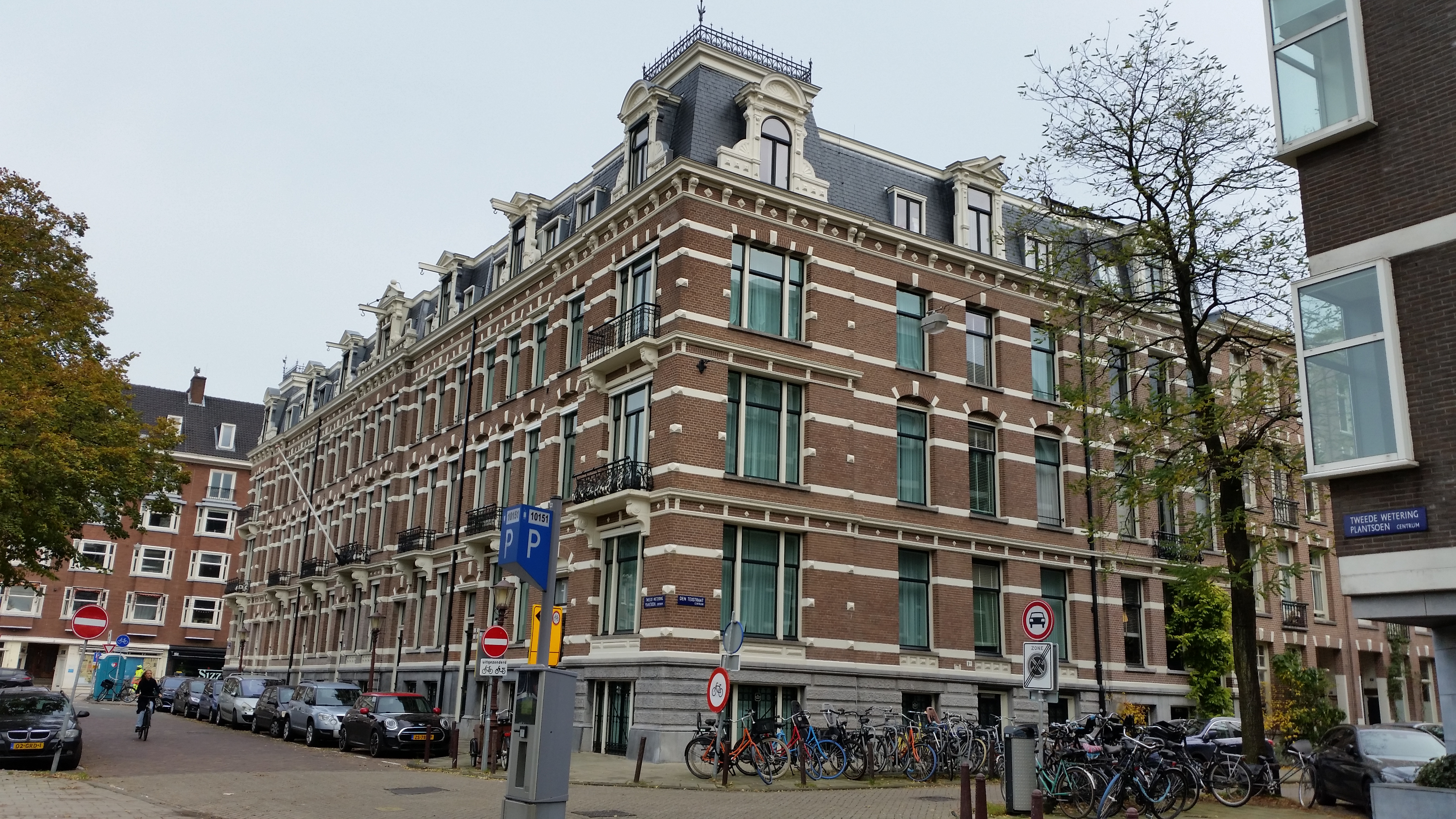
Tweede Weteringplantsoen 1-17 (november 2019)
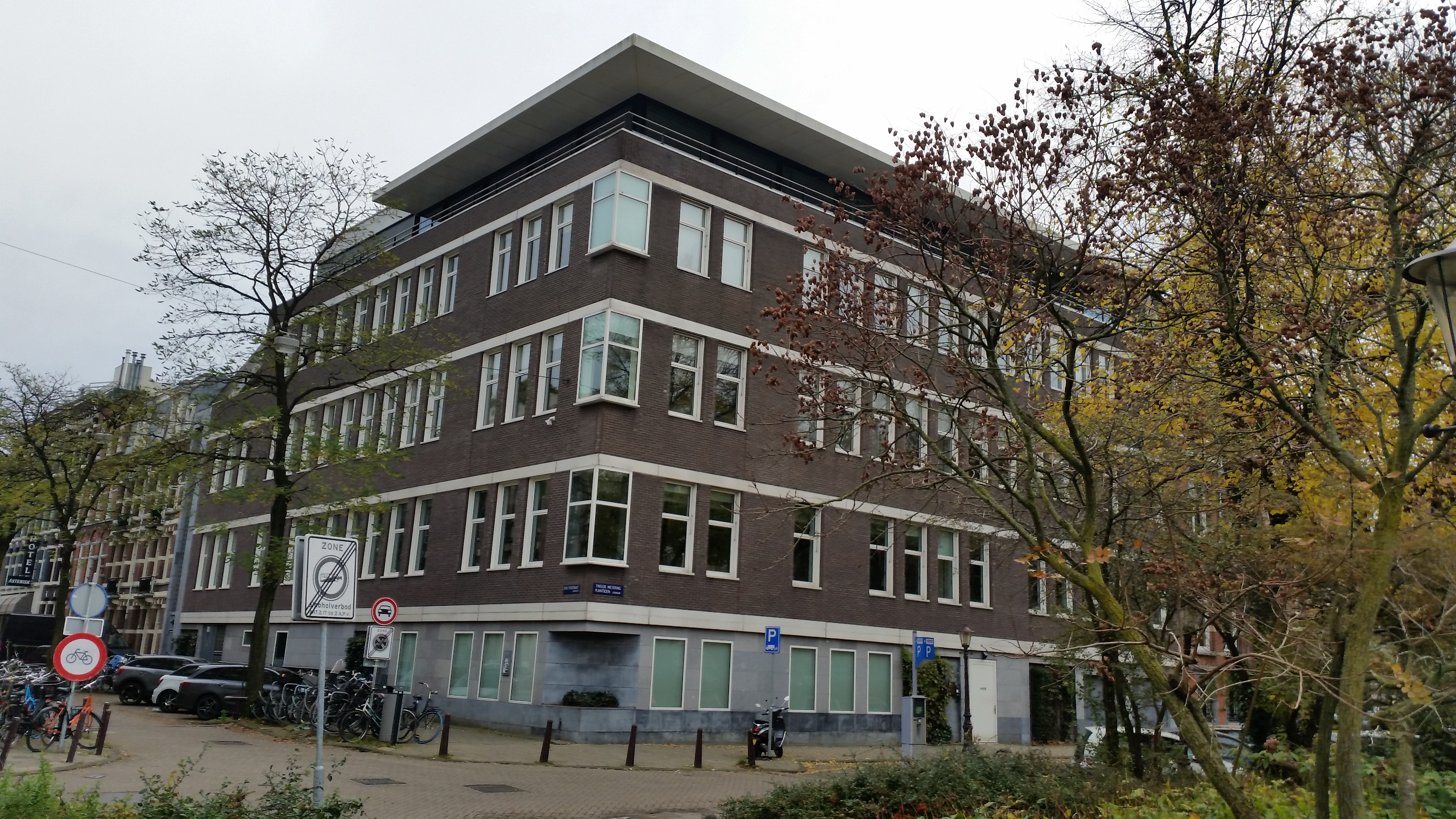
Kantoor Heineken (november 2019)
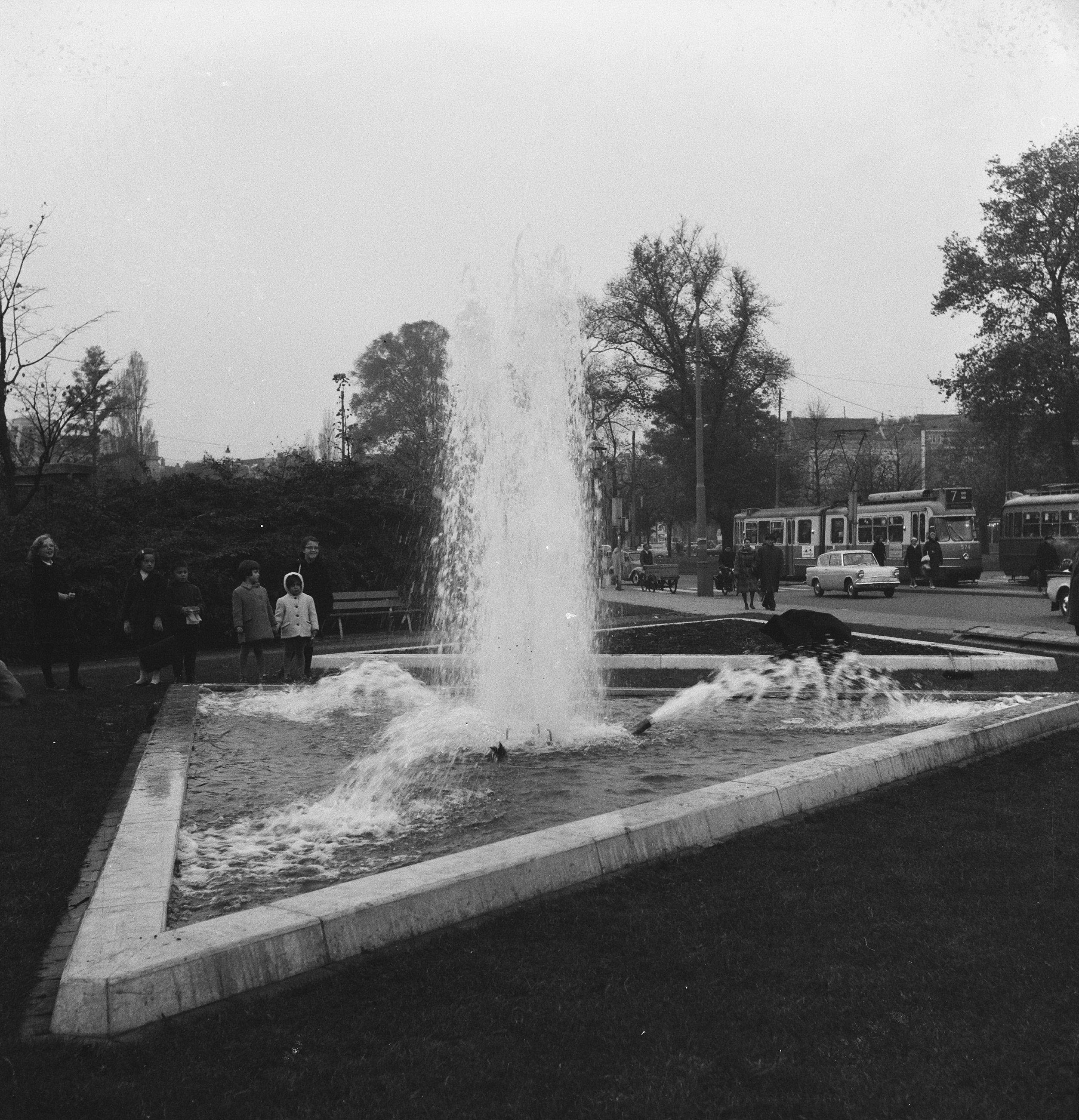
Fontein met driehoekig bassin (november 1962)